# Червоний харчівник
ВАТ «Червоний харчівник» (біл. Чырвоны харчавік) — підприємство в Бобруйську, засноване 1870 року.

## Історія
1870 року купець Ханон Райцин відкрив у Бобруйську дріжджовий завод. У ньому працювало 40 людей і вироблялося близько 400 фунтів дріжджів на рік. Перші будівлі були дерев'яними, згодом добудованими цегляними бараками для робітників.
1890 року Райцин продав завод купцеві Зусману Рабіновичу. У 1892-1897 роках побудовано цегляну будівлю, придбано нове обладнання. 1898 року Рабінович продав частину власності Ашерові Рабіновичу та Шмерці Голадцю. 1902 року завод перейшов у власність поміщиків Вікентія Козел-Поклевського та Карла Незабитовського. 1913 року новим власником став купець 1-ї гільдії Янкель Разовський. Після приходу більшовиків завод був переданий повітовому комісаріатові, і його керівником став Геца Фрід. 1921 року за нового директора С. Л. Ґінзбурґа виробництво припинилося. 1924 року завод було передано Белхарчтресту, розпочався капітальний ремонт. Були створені виробничі відділи: бродіння, вальцювання, затирання, замочування, прасування, фасування. Наступного року завод виробив понад 700 кг дріжджів, які постачались переважно в Україну, а також у Бобруйську та Могильовську області.
У 1928-1930 рр. завод було реконструйовано та перейменовано на кондитерську фабрику «Червоний харчівник». Почалося виробництво пастили, мармеладу, джему. 1934 року було засновано карамельну крамницю, 1934 року
— халвовий, а 1937 року — дріжджовий магазин. До Німецько-радянської війни фабрика випускала 33 види кондитерських виробів загальною вагою 7000 тонн.
1944 року німці спалили фабрику під час відступу, частину обладнання вивезли. Виробництво відновилося 1945 року, до 1950 був досягнутий довоєнний обсяг виробництва. У 1952-1955 рр. відбувається переорієнтація підприємства на випуск пастильних та мармеладних виробів. У 1969-1971 роках було побудовано халвове виробництво.
У жовтні 1994 року кондитерська фабрика була перетворена на відкрите акціонерне товариство. 1999 року введена в експлуатацію лінія з виробництва ірису, мармеладу та цукерок у шоколадній глазурі з автоматичним пакуванням.

## Продукти
Завод випускає понад 140 видів продукції: зефір, халву, драже, мармелад, іриски, желейні цукерки.